# عملیات زونن‌بلومه
عملیات آفتابگردان (Aufklärungsbataillon) نام عملیات اعزام سربازان آلمانی به نبرد شمال آفریقا در فوریه ۱۹۴۱ میلادی است. طی عملیات قطب‌نما از ۹ دسامبر ۱۹۴۰ تا ۹ فوریه ۱۹۴۱ نیروی صحرای غربی متفقین توانسته بود سپاه ۱۰ ایتالیا را منهدم کند. در ۱۱ فوریه ۱۹۴۱ اولین واحدهای سپاه آفریقا آلمان که تحت فرماندهی ژنرال اروین رومل قرار داشتند به خاک لیبی رسیدند. در ۱۴ فوریه واحدهای پیشرو وارد طرابلس شدند و از آنجا مستقیماً به جبهه سرت اعزام گشتند.
رومل در ۱۲ فوریه وارد لیبی شد و وظیفه داشت تا از این سرزمین حتی با استفاده از تاکتیک‌های تهاجمی دفاع کند و نیروهای موتوریزه ایتالیایی نیز تحت فرمان او قرار گرفتند. در ۱۵ فوریه اولین واحدهای آلمانی به سرت رسیده، در ۱۸ فوریه پیشروی به سمت نوفلیه آغاز گشت و در ۲۴ فوریه نیروهای آلمانی کمینی را علیه گشتی‌های بریتانیایی در نزدیک عقیله اجرا کردند. نیروهای محور در ۲۵ مارس عقیله و در ۳۱ مارس بریقه را آزاد کردند. واحدهای بریتانیایی که توان مقاومت بیشتر در برابر نیروهای آلمانی را نداشتند مجبور به عقب‌نشینی به سوی بنغازی شدند.
در طول عقب‌نشینی اکثر زره‌پوش‌های کهنه بریتانیایی همانگونه که پیشبینی می‌شد خراب شدند و نظم و انسجام واحدهای متفقین کاملاً به هم ریخت. رومل از این وضعیت استفاده نمود و نیروهای خود را به بخش‌های کوچکی تقسیم کرد و به ایشان دستور داد تا هر جا که سوخت و آب اجازه می‌دهد نیروهای متفقین را تعقیب کنند. قسمت بزرگی از نیروهای انگلیسی در مخیلی تسلیم واحدهای آلمانی شدند و عقب‌نشینی بقیه واحدها تا طبرق و مرز لیبی و مصر ادامه یافت. در طبرق اما نیروهای محور نتوانستند این بندر مهم را تصرف کنند و به همین خاطر رومل باید نیروهایش را جهت محاصره طبرق و حرکت به سمت مصر تقسیم می‌نمود.
یکی از دلایل موفقیت آلمانی‌ها در عملیات آفتابگردان دست کم گرفتن توان تهاجم سریع آلمانی‌ها توسط رئیس ستاد خاورمیانه ژنرال آرچیبالد ویول، وزارت جنگ و شخص چرچیل بود. علی‌رغم گزارش‌های فراوان ام‌آی۱۴ بی‌باکی غیرقابل انتظار رومل وضعیت را به سود نیروهای آلمانی تغییر داد. بسیاری از واحدهای بریتانیایی به یونان یا جهت تجدید قوا به مصر منتقل شده بودند، ویول از نقشه‌هایی استفاده می‌کرد که چندان دقیق نبودند و بعضی از فرماندهان زیر دست او واقعاً ناتوان بودند. خود ویول سال‌ها بعد در این مورد نوشته‌است: «پس از تجربه‌ام دربارهٔ نیروهای ایتالیایی توجه لازم را به رومل نداشتم، من باید محتاط‌تر می‌بودم…»